# Walter Malletke
Walter Malletke (* 15. Juni 1884 in Guttenfeld (Ostpreußen); † 8. März 1970 in Hamburg) war ein Wirtschaftswissenschaftler. In der Zeit des Nationalsozialismus arbeitete Malletke in politischen Behörden des Parteiideologen Alfred Rosenberg in führenden Positionen. Malletke beteiligte sich an den Vorbereitungen der Raubzüge des Einsatzstab Reichsleiter Rosenberg (ERR), arbeitete als Treuhänder für enteignete niederländische Banken sowie als Sonderbeauftragter für niederländische Zwangsarbeiter in den besetzten Ostgebieten.

## Biografie
Zum 1. März 1933 trat Malletke der NSDAP bei. Im selben Jahr wurde er Leiter der „Wirtschaftspolitischen Abteilung“ im neu gegründeten Außenpolitischen Amt der NSDAP (APA).
1938 wurde er erfolglos für die „Liste des Führers zur Wahl des Großdeutschen Reichstages“ vorgeschlagen.
Als Mitarbeiter der Dienststelle Rosenberg und des Einsatzstabs Reichsleiter Rosenberg (ERR) reiste Malletke in die Niederlande, um die Beschlagnahmung von jüdischen Kunst-Eigentum vorzubereiten, wobei ihm in der Folge, zwischen Ende 1940 und Sommer 1941, die Verwaltung der unter Kuratel gestellten niederländischen Banken übertragen wurde.
Am 20. März 1941 wurde Malletke in Ausführung der „Wirtschaftsentjudungsverordnung“ zum Treuhänder der im Juli 1941 liquidierten niederländischen Bank Hugo Kaufmann & Co's bestellt. Am 7. April 1941 wurde er zudem Treuhänder der niederländischen Bank Trust en Handelsmaatschappij.
Im Zuge des Entstehungsprozesses des Reichsministerium für die besetzten Ostgebiete (RMfdbO) war Malletke als Leiter der „Hauptabteilung Wirtschaft“ vorgesehen. Nach dem Beginn des Krieges gegen die Sowjetunion im Juni 1941 wurde Malletke ins RMfdbO berufen; seine bis dahin ausgeübte Treuhändertätigkeit zur „Entjudung“ von niederländischen Banken übernahm seitdem der ehemalige Reichbankbeamte Otto Wörner.
1942 wurde Malletke als „Beauftragter für Sonderfragen“ im Range eines Ministerialdirektors im RMfdbO eingesetzt. In dieser Position arbeitete er zwischen 1942 und 1944 als „Sonderbeauftragter für Ausländereinsatz in den besetzten Ostgebieten“, wobei es unter anderen seine Aufgabe war, den „Osteinsatz“ von niederländischen Arbeitern zu koordinieren.
Im Herbst 1944 hielt sich Malletke nochmals im Auftrag der Dienststelle Rosenberg in den Niederlanden auf.